# Miroslav Opsenica
Miroslav Opsenica (Servisch: Мирослав Опсеница) (Gospić, 2 november 1981 – 25 mei 2011) was een Servisch voetballer. Opsenica speelde bijna zijn gehele carrière in Servië, met uitzondering van zijn periode bij ŁKS Łódź. Hij won slechts enkele maanden voor zijn dood nog een rechtszaak bij de FIFA die tegen deze club werd opgestart wegens een conflict tussen beide partijen.
In de nacht van 20 op 21 mei 2011 was Opsenica betrokken bij een auto-ongeluk. De verwondingen die hij hierbij opliep, werden hem amper vier dagen later fataal.